# Frank Koen
J.F. (Frank) Koen (2 mei 1956) is een Nederlandse CDA-politicus en bestuurder.

## Biografie
Voor hij de politiek in ging was Koen onder andere leraar aardrijkskunde en biologie op de Chr. Van Egmond MAVO in Maassluis, procesmanager bij de Nederlandse Spoorwegen en wethouder van onder meer ruimtelijke ordening van de gemeente Maassluis.
Op 16 januari 2004 werd Koen burgemeester van Zederik. Op 2 januari 2010 werd Koen burgemeester van Capelle aan den IJssel. Hij nam daarbij de ambtsketen over van Joke van Doorne (PvdA). Hij zei in januari 2016 te willen stoppen als burgemeester van Capelle aan den IJssel en op 4 januari 2016 werd Peter Oskam zijn opvolger. In zijn ambtstijd lag Koen geregeld onder vuur omdat hij, anders dan de Gemeentewet vergt, niet in Capelle aan de IJssel woonde.
Koen was van september 2016 tot mei 2017 waarnemend burgemeester van Katwijk. Hij volgde Jos Wienen op die tot burgemeester van Haarlem is benoemd. In mei 2017 werd Cornelis Visser burgemeester burgemeester van Katwijk. In januari 2018 werd Koen waarnemend burgemeester van Wassenaar. In juli 2019 werd Leendert de Lange burgemeester van Wassenaar.
Koen is onder meer preses van de kerkenraad van de Protestantse Gemeente Lux Mundi in Lexmond en Hei- en Boeicop (PKN), voorzitter van het bestuur van Stichting De Regenboog, voorzitter van de raad van toezicht van Vereniging voor Christelijk Voortgezet Onderwijs in Rotterdam en omgeving en voorzitter van de raad van toezicht van Stichting Timon.